# (200001) 2007 JB42
(200001) 2007 JB42 es un asteroide perteneciente al cinturón de asteroides, descubierto el 11 de mayo de 2007 por el equipo del Catalina Sky Survey desde el Catalina Sky Survey, Arizona, Estados Unidos.

## Designación y nombre
Designado provisionalmente como 2007 JB42.

## Características orbitales
2007 JB42 está situado a una distancia media del Sol de 3,1454 ua, pudiendo alejarse hasta 3,5934 ua y acercarse hasta 2,6974 ua. Su excentricidad es 0,142 y la inclinación orbital 2,0671 grados. Emplea 2,0376 días en completar una órbita alrededor del Sol.

## Características físicas
La magnitud absoluta de 2007 JB42 es 14,8. Tiene 7,534 km de diámetro y su albedo se estima en 0,049.